# Convocazioni per il campionato europeo maschile di calcio 2004
Elenco dei giocatori convocati da ciascuna Nazionale partecipante agli Europei di calcio 2004.

## Gruppo A

### Grecia
Allenatore:  Otto Rehhagel
| N. | Pos. | Giocatore              | Data nascita (età) | Pres. | Squadra          |
| -- | ---- | ---------------------- | ------------------ | ----- | ---------------- |
| 1  | P    | Antōnīs Nikopolidīs    | 13 gennaio 1971    | 42    | Panathīnaïkos    |
| 2  | D    | Geōrgios Seïtaridīs    | 4 giugno 1981      | 18    | Panathīnaïkos    |
| 3  | D    | Stylianos Venetidīs    | 19 novembre 1976   | 36    | Olympiakos       |
| 4  | D    | Nikos Dabizas          | 3 agosto 1973      | 67    | Leicester City   |
| 5  | D    | Traïanos Dellas        | 31 gennaio 1976    | 16    | Roma             |
| 6  | C    | Aggelos Mpasinas       | 3 gennaio 1976     | 42    | Panathīnaïkos    |
| 7  | C    | Theodōros Zagorakīs    | 27 ottobre 1971    | 88    | AEK Atene        |
| 8  | C    | Stelios Giannakopoulos | 12 luglio 1974     | 36    | Bolton Wanderers |
| 9  | A    | Angelos Charisteas     | 9 febbraio 1980    | 26    | Werder Brema     |
| 10 | C    | Vassilis Tsiartas      | 12 novembre 1972   | 57    | AEK Atene        |
| 11 | A    | Demis Nikolaidis       | 17 settembre 1973  | 50    | Atlético Madrid  |
| 12 | P    | Konstantinos Chalkias  | 30 maggio 1974     | 4     | Panathīnaïkos    |
| 13 | P    | Fanīs Katergiannakīs   | 16 febbraio 1974   | 6     | Olympiakos       |
| 14 | D    | Takis Fyssas           | 12 giugno 1973     | 30    | Benfica          |
| 15 | A    | Zīsīs Vryzas           | 9 novembre 1973    | 45    | Fiorentina       |
| 16 | C    | Pantelīs Kafes         | 24 giugno 1978     | 18    | Olympiakos       |
| 17 | C    | Giorgios Georgiadis    | 8 marzo 1972       | 57    | Olympiakos       |
| 18 | D    | Giannīs Gkoumas        | 24 maggio 1975     | 27    | Panathīnaïkos    |
| 19 | D    | Michalīs Kapsīs        | 18 ottobre 1973    | 8     | AEK Atene        |
| 20 | C    | Giōrgos Karagkounīs    | 6 marzo 1977       | 30    | Internazionale   |
| 21 | C    | Kōstas Katsouranīs     | 26 giugno 1979     | 5     | AEK Atene        |
| 22 | A    | Dīmītrios Papadopoulos | 20 settembre 1981  | 6     | Panathīnaïkos    |
| 23 | C    | Vasilīs Lakīs          | 10 settembre 1976  | 29    | AEK Atene        |

### Portogallo
Allenatore:  Luiz Felipe Scolari
| N. | Pos. | Giocatore         | Data nascita (età) | Pres. | Squadra             |
| -- | ---- | ----------------- | ------------------ | ----- | ------------------- |
| 1  | P    | Ricardo           | 11 febbraio 1976   | 26    | Sporting Lisbona    |
| 2  | D    | Paulo Ferreira    | 18 gennaio 1979    | 11    | Porto               |
| 3  | D    | Rui Jorge         | 27 marzo 1973      | 42    | Sporting Lisbona    |
| 4  | D    | Jorge Andrade     | 9 aprile 1978      | 21    | Deportivo La Coruña |
| 5  | D    | Fernando Couto    | 2 agosto 1969      | 106   | Lazio               |
| 6  | C    | Costinha          | 1º dicembre 1974   | 23    | Porto               |
| 7  | C    | Luís Figo         | 4 novembre 1972    | 103   | Real Madrid         |
| 8  | C    | Petit             | 25 settembre 1976  | 19    | Benfica             |
| 9  | A    | Pauleta           | 28 aprile 1973     | 55    | Paris Saint-Germain |
| 10 | C    | Rui Costa         | 29 marzo 1972      | 89    | Milan               |
| 11 | A    | Simão Sabrosa     | 31 ottobre 1979    | 27    | Benfica             |
| 12 | P    | Quim              | 13 novembre 1975   | 21    | SC Braga            |
| 13 | D    | Miguel            | 4 gennaio 1980     | 13    | Benfica             |
| 14 | D    | Nuno Valente      | 12 settembre 1974  | 9     | Porto               |
| 15 | D    | Beto              | 3 maggio 1976      | 30    | Sporting Lisbona    |
| 16 | D    | Ricardo Carvalho  | 18 maggio 1978     | 4     | Porto               |
| 17 | A    | Cristiano Ronaldo | 5 febbraio 1985    | 6     | Manchester Utd      |
| 18 | C    | Maniche           | 11 novembre 1977   | 7     | Porto               |
| 19 | C    | Tiago             | 3 maggio 1981      | 9     | Benfica             |
| 20 | C    | Deco              | 27 agosto 1977     | 12    | Porto               |
| 21 | A    | Nuno Gomes        | 5 luglio 1976      | 39    | Benfica             |
| 22 | P    | Moreira           | 20 marzo 1982      | 0     | Benfica             |
| 23 | A    | Hélder Postiga    | 2 agosto 1982      | 6     | Tottenham           |

### Russia
Allenatore:  Georgij Jarcev
| N. | Pos. | Giocatore          | Data nascita (età) | Pres. | Squadra               |
| -- | ---- | ------------------ | ------------------ | ----- | --------------------- |
| 1  | P    | Sergej Ovčinnikov  | 11 ottobre 1970    | 31    | Lokomotiv Mosca       |
| 2  | C    | Vladislav Radimov  | 26 novembre 1975   | 29    | Zenit San Pietroburgo |
| 3  | A    | Dmitrij Syčёv      | 26 ottobre 1983    | 15    | Lokomotiv Mosca       |
| 4  | C    | Aleksej Smertin    | 1º maggio 1975     | 40    | Portsmouth            |
| 5  | C    | Andrej Karjaka     | 1º aprile 1978     | 17    | Krylya Sovetov Samara |
| 6  | C    | Igor' Semšov       | 6 aprile 1978      | 6     | Torpedo Mosca         |
| 7  | C    | Marat Izmajlov     | 21 settembre 1982  | 17    | Lokomotiv Mosca       |
| 8  | C    | Rolan Gusev        | 17 settembre 1977  | 25    | CSKA Mosca            |
| 9  | A    | Dmitrij Bulykin    | 20 novembre 1979   | 8     | Dynamo Mosca          |
| 10 | C    | Aleksandr Mostovoj | 22 agosto 1968     | 64    | Celta Vigo            |
| 11 | A    | Aleksandr Keržakov | 27 novembre 1982   | 17    | Zenit San Pietroburgo |
| 12 | P    | Vjačeslav Malafeev | 4 marzo 1979       | 2     | Zenit San Pietroburgo |
| 13 | D    | Roman Šaronov      | 8 febbraio 1976    | 3     | Rubin Kazan           |
| 14 | D    | Aleksandr Anjukov  | 28 settembre 1982  | 1     | Krylya Sovetov Samara |
| 15 | C    | Dmitrij Aleničev   | 20 ottobre 1972    | 50    | Porto                 |
| 16 | D    | Vadim Evseev       | 8 gennaio 1976     | 2     | Lokomotiv Mosca       |
| 17 | D    | Dmitrij Sennikov   | 24 giugno 1976     | 13    | Lokomotiv Mosca       |
| 18 | A    | Dmitrij Kiričenko  | 17 gennaio 1977    | 4     | CSKA Mosca            |
| 19 | C    | Vladimir Bystrov   | 31 gennaio 1984    | 2     | Zenit San Pietroburgo |
| 20 | C    | Dmitrij Los'kov    | 12 febbraio 1974   | 13    | Lokomotiv Mosca       |
| 21 | D    | Aleksej Bugaev     | 25 agosto 1981     | 1     | Torpedo Mosca         |
| 22 | C    | Evgenij Aldonin    | 22 gennaio 1980    | 12    | CSKA Mosca            |
| 23 | P    | Igor' Akinfeev     | 8 aprile 1986      | 1     | CSKA Mosca            |

### Spagna
Allenatore:  Iñaki Sáez
| N. | Pos. | Giocatore           | Data nascita (età) | Pres. | Squadra             |
| -- | ---- | ------------------- | ------------------ | ----- | ------------------- |
| 1  | P    | Santiago Cañizares  | 18 dicembre 1969   |       | Valencia            |
| 2  | D    | Joan Capdevila      | 3 febbraio 1978    |       | Deportivo La Coruña |
| 3  | D    | Carlos Marchena     | 31 luglio 1979     |       | Valencia            |
| 4  | C    | David Albelda       | 1º settembre 1977  |       | Valencia            |
| 5  | D    | Carles Puyol        | 13 aprile 1978     |       | Barcellona          |
| 6  | D    | Iván Helguera       | 28 marzo 1975      |       | Real Madrid         |
| 7  | A    | Raúl                | 27 giugno 1977     |       | Real Madrid         |
| 8  | C    | Rubén Baraja        | 11 luglio 1975     |       | Valencia            |
| 9  | A    | Fernando Torres     | 20 marzo 1984      |       | Atlético Madrid     |
| 10 | A    | Fernando Morientes  | 5 aprile 1976      |       | Monaco              |
| 11 | A    | Albert Luque        | 11 marzo 1978      |       | Deportivo           |
| 12 | D    | Gabri               | 10 febbraio 1979   |       | Barcellona          |
| 13 | P    | Daniel Aranzubía    | 18 settembre 1979  |       | Athletic Bilbao     |
| 14 | C    | Vicente Rodríguez   | 16 luglio 1981     |       | Valencia            |
| 15 | D    | Raúl Bravo          | 14 aprile 1981     |       | Real Madrid         |
| 16 | C    | Xabi Alonso         | 25 novembre 1981   |       | Real Sociedad       |
| 17 | A    | Joseba Etxeberria   | 5 settembre 1977   |       | Athletic Bilbao     |
| 18 | D    | César Martín        | 3 aprile 1977      |       | Deportivo La Coruña |
| 19 | C    | Joaquín             | 21 luglio 1981     |       | Real Betis          |
| 20 | C    | Xavi                | 25 gennaio 1980    |       | Barcellona          |
| 21 | C    | Juan Carlos Valerón | 17 giugno 1975     |       | Deportivo La Coruña |
| 22 | D    | Juanito             | 23 luglio 1976     |       | Real Betis          |
| 23 | P    | Iker Casillas       | 20 maggio 1981     |       | Real Madrid         |

## Gruppo B

### Croazia
Allenatore:  Otto Barić
| N. | Pos. | Giocatore        | Data nascita (età) | Pres. | Squadra          |
| -- | ---- | ---------------- | ------------------ | ----- | ---------------- |
| 1  | P    | Vladimir Vasilj1 | 6 luglio 1975      |       | Varteks          |
| 2  | D    | Mario Tokić      | 23 luglio 1975     |       | Grazer AK        |
| 3  | D    | Josip Šimunić    | 18 febbraio 1978   |       | Hertha Berlino   |
| 4  | D    | Stjepan Tomas    | 6 marzo 1976       |       | Fenerbahçe       |
| 5  | D    | Igor Tudor       | 16 aprile 1978     |       | Juventus         |
| 6  | D    | Boris Živković   | 15 novembre 1975   |       | Stoccarda        |
| 7  | C    | Milan Rapaić     | 16 agosto 1973     |       | Ancona           |
| 8  | C    | Darijo Srna      | 1º maggio 1982     |       | Šachtar          |
| 9  | A    | Dado Pršo        | 5 novembre 1974    |       | Monaco           |
| 10 | C    | Niko Kovač       | 15 ottobre 1971    |       | Hertha Berlino   |
| 11 | A    | Tomislav Šokota  | 8 aprile 1977      |       | Benfica          |
| 12 | P    | Tomislav Butina  | 30 marzo 1974      |       | Club Bruges      |
| 13 | D    | Dario Šimić      | 12 novembre 1975   |       | Milan            |
| 14 | D    | Mato Neretljak   | 3 giugno 1979      |       | Hajduk Spalato   |
| 15 | C    | Jerko Leko       | 9 aprile 1980      |       | Dinamo Kiev      |
| 16 | C    | Marko Babić      | 28 gennaio 1981    |       | Bayer Leverkusen |
| 17 | A    | Ivan Klasnić     | 29 gennaio 1980    |       | Werder Brema     |
| 18 | A    | Ivica Olić       | 14 settembre 1979  |       | CSKA Mosca       |
| 19 | A    | Ivica Mornar     | 12 gennaio 1974    |       | Portsmouth       |
| 20 | C    | Giovanni Rosso   | 17 novembre 1972   |       | Maccabi Haifa    |
| 21 | D    | Robert Kovač     | 6 aprile 1974      |       | Bayern Monaco    |
| 22 | C    | Nenad Bjelica    | 20 agosto 1971     |       | Kaiserslautern   |
| 23 | P    | Joey Didulica    | 14 ottobre 1977    |       | Austria Vienna   |

1 Stipe Pletikosa subì un infortunio pochi giorni prima l'inizio del torneo e il suo posto venne preso da Vladimir Vasilj.

### Inghilterra
Allenatore:  Sven-Göran Eriksson
| N. | Pos. | Giocatore       | Data nascita (età) | Pres. | Squadra         |
| -- | ---- | --------------- | ------------------ | ----- | --------------- |
| 1  | P    | David James     | 1º agosto 1970     |       | Manchester City |
| 2  | D    | Gary Neville    | 18 febbraio 1975   |       | Manchester Utd  |
| 3  | D    | Ashley Cole     | 20 dicembre 1980   |       | Arsenal         |
| 4  | C    | Steven Gerrard  | 30 maggio 1980     |       | Liverpool       |
| 5  | D    | John Terry      | 7 dicembre 1980    |       | Chelsea         |
| 6  | D    | Sol Campbell    | 18 settembre 1974  |       | Arsenal         |
| 7  | C    | David Beckham   | 2 maggio 1975      |       | Real Madrid     |
| 8  | C    | Paul Scholes    | 16 novembre 1974   |       | Manchester Utd  |
| 9  | A    | Wayne Rooney    | 24 ottobre 1985    |       | Everton         |
| 10 | A    | Michael Owen    | 14 dicembre 1979   |       | Liverpool       |
| 11 | C    | Frank Lampard   | 20 giugno 1978     |       | Chelsea         |
| 12 | D    | Wayne Bridge    | 5 agosto 1980      |       | Chelsea         |
| 13 | P    | Paul Robinson   | 15 ottobre 1979    |       | Tottenham       |
| 14 | D    | Philip Neville  | 21 gennaio 1977    |       | Manchester Utd  |
| 15 | D    | Ledley King     | 10 dicembre 1980   |       | Tottenham       |
| 16 | D    | Jamie Carragher | 28 gennaio 1978    |       | Liverpool       |
| 17 | C    | Nicky Butt      | 21 gennaio 1975    |       | Manchester Utd  |
| 18 | C    | Owen Hargreaves | 20 gennaio 1981    |       | Bayern Monaco   |
| 19 | C    | Joe Cole        | 8 novembre 1981    |       | Chelsea         |
| 20 | C    | Kieron Dyer     | 29 dicembre 1978   |       | Newcastle Utd   |
| 21 | A    | Emile Heskey    | 11 gennaio 1978    |       | Birmingham City |
| 22 | P    | Ian Walker      | 31 ottobre 1971    |       | Leicester City  |
| 23 | A    | Darius Vassell  | 13 giugno 1980     |       | Aston Villa     |

### Francia
Allenatore:  Jacques Santini
| N. | Pos. | Giocatore           | Data nascita (età) | Pres. | Squadra                |
| -- | ---- | ------------------- | ------------------ | ----- | ---------------------- |
| 1  | P    | Mickaël Landreau    | 14 maggio 1979     |       | Nantes                 |
| 2  | D    | Jean-Alain Boumsong | 14 dicembre 1979   |       | Auxerre                |
| 3  | D    | Bixente Lizarazu    | 9 dicembre 1969    |       | Bayern Monaco          |
| 4  | C    | Patrick Vieira      | 23 giugno 1976     |       | Arsenal                |
| 5  | D    | William Gallas      | 17 agosto 1977     |       | Chelsea                |
| 6  | C    | Claude Makélélé     | 18 febbraio 1973   |       | Chelsea                |
| 7  | C    | Robert Pirès        | 29 ottobre 1973    |       | Arsenal                |
| 8  | D    | Marcel Desailly     | 7 settembre 1968   |       | Chelsea                |
| 9  | A    | Louis Saha          | 8 agosto 1978      |       | Manchester Utd         |
| 10 | C    | Zinédine Zidane     | 23 giugno 1972     |       | Real Madrid            |
| 11 | A    | Sylvain Wiltord     | 10 maggio 1974     |       | Arsenal                |
| 12 | A    | Thierry Henry       | 17 agosto 1977     |       | Arsenal                |
| 13 | D    | Mikaël Silvestre    | 9 agosto 1977      |       | Manchester Utd         |
| 14 | C    | Jérôme Rothen       | 31 marzo 1978      |       | Monaco                 |
| 15 | D    | Lilian Thuram       | 1º gennaio 1972    |       | Juventus               |
| 16 | P    | Fabien Barthez      | 28 giugno 1971     |       | Olympique de Marseille |
| 17 | C    | Olivier Dacourt     | 25 settembre 1974  |       | Roma                   |
| 18 | C    | Benoît Pedretti     | 12 novembre 1980   |       | Sochaux                |
| 19 | D    | Willy Sagnol        | 18 marzo 1977      |       | Bayern Monaco          |
| 20 | A    | David Trezeguet     | 15 ottobre 1977    |       | Juventus               |
| 21 | A    | Steve Marlet        | 10 gennaio 1974    |       | Olympique de Marseille |
| 22 | A    | Sidney Govou        | 27 luglio 1979     |       | Olympique Lione        |
| 23 | P    | Grégory Coupet      | 31 dicembre 1972   |       | Olympique Lione        |

### Svizzera
Allenatore:  Jakob "Köbi" Kuhn
| N. | Pos. | Giocatore           | Data nascita (età) | Pres. | Squadra                  |
| -- | ---- | ------------------- | ------------------ | ----- | ------------------------ |
| 1  | P    | Jörg Stiel          | 3 marzo 1968       |       | Borussia Mönchengladbach |
| 2  | D    | Bernt Haas          | 8 aprile 1978      |       | West Bromwich Albion     |
| 3  | D    | Bruno Berner        | 21 novembre 1977   |       | Friburgo                 |
| 4  | D    | Stéphane Henchoz    | 7 settembre 1974   |       | Liverpool                |
| 5  | D    | Murat Yakın         | 15 settembre 1974  |       | Basilea                  |
| 6  | C    | Johann Vogel        | 8 marzo 1977       |       | PSV                      |
| 7  | C    | Ricardo Cabanas     | 17 gennaio 1979    |       | Grasshopper              |
| 8  | C    | Raphaël Wicky       | 26 aprile 1977     |       | Amburgo                  |
| 9  | A    | Alexander Frei      | 15 luglio 1979     |       | Rennes                   |
| 10 | C    | Hakan Yakın         | 22 febbraio 1977   |       | Stoccarda                |
| 11 | A    | Stéphane Chapuisat  | 28 giugno 1969     |       | Young Boys               |
| 12 | P    | Pascal Zuberbühler  | 8 gennaio 1971     |       | Basilea                  |
| 13 | D    | Marco Zwyssig       | 24 ottobre 1971    |       | Basilea                  |
| 14 | D    | Ludovic Magnin      | 20 aprile 1979     |       | Werder Brema             |
| 15 | C    | Daniel Gygax        | 28 agosto 1981     |       | Zurigo                   |
| 16 | C    | Fabio Celestini     | 31 ottobre 1975    |       | Olympique de Marseille   |
| 17 | D    | Christoph Spycher   | 30 marzo 1978      |       | Grasshopper              |
| 18 | C    | Benjamin Huggel     | 7 luglio 1977      |       | Basilea                  |
| 19 | C    | Tranquillo Barnetta | 22 maggio 1985     |       | San Gallo                |
| 20 | D    | Patrick Müller      | 17 dicembre 1976   |       | Olympique Lione          |
| 21 | A    | Milaim Rama         | 29 febbraio 1976   |       | Thun                     |
| 22 | A    | Johan Vonlanthen    | 1º febbraio 1986   |       | PSV                      |
| 23 | P    | Sébastien Roth      | 1º aprile 1978     |       | Servette                 |

## Gruppo C

### Bulgaria
Allenatore:  Plamen Markov
| N. | Pos. | Giocatore              | Data nascita (età) | Pres. | Squadra           |
| -- | ---- | ---------------------- | ------------------ | ----- | ----------------- |
| 1  | P    | Zdravko Zdravkov       | 4 ottobre 1970     |       | Litex Loveč       |
| 2  | D    | Vladimir Ivanov Ivanov | 6 febbraio 1973    |       | Lokomotiv Plovdiv |
| 3  | D    | Rosen Kirilov          | 4 gennaio 1973     |       | Litex Loveč       |
| 4  | D    | Ivajlo Petkov          | 7 dicembre 1975    |       | Fenerbahçe        |
| 5  | D    | Zlatomir Zagorčić      | 15 giugno 1971     |       | Litex Loveč       |
| 6  | D    | Kiril Kotev            | 8 aprile 1982      |       | Lokomotiv Plovdiv |
| 7  | C    | Daniel Borimirov       | 15 gennaio 1970    |       | Levski Sofia      |
| 8  | C    | Milen Petkov           | 12 gennaio 1974    |       | AEK Atene         |
| 9  | A    | Dimităr Berbatov       | 30 gennaio 1981    |       | Bayer Leverkusen  |
| 10 | C    | Velizar Dimitrov       | 13 aprile 1979     |       | CSKA Sofia        |
| 11 | A    | Zdravko Lazarov        | 31 agosto 1980     |       | Gaziantepspor     |
| 12 | P    | Stojan Kolev           | 3 febbraio 1976    |       | CSKA Sofia        |
| 13 | C    | Georgi Peev            | 11 marzo 1979      |       | Dinamo Kiev       |
| 14 | A    | Georgi Čilikov         | 23 agosto 1978     |       | Levski Sofia      |
| 15 | C    | Marijan Hristov        | 29 marzo 1973      |       | Kaiserslautern    |
| 16 | A    | Vladimir Mančev        | 6 ottobre 1977     |       | Lilla             |
| 17 | C    | Martin Petrov          | 15 gennaio 1979    |       | Wolfsburg         |
| 18 | D    | Predrag Pažin          | 14 marzo 1973      |       | Šachtar           |
| 19 | C    | Stilian Petrov         | 5 luglio 1979      |       | Celtic            |
| 20 | A    | Valeri Božinov         | 15 febbraio 1986   |       | Lecce             |
| 21 | A    | Zoran Janković         | 8 febbraio 1974    |       | Dalian Shide      |
| 22 | D    | Ilian Stojanov         | 20 gennaio 1977    |       | Levski Sofia      |
| 23 | P    | Dimităr Ivankov        | 30 ottobre 1975    |       | Levski Sofia      |

### Danimarca
Allenatore:  Morten Olsen
| N. | Pos. | Giocatore         | Data nascita (età) | Pres. | Squadra           |
| -- | ---- | ----------------- | ------------------ | ----- | ----------------- |
| 1  | P    | Thomas Sørensen   | 12 giugno 1976     |       | Aston Villa       |
| 2  | D    | Kasper Bøgelund   | 8 ottobre 1980     |       | PSV               |
| 3  | D    | René Henriksen    | 27 agosto 1969     |       | Panathīnaïkos     |
| 4  | D    | Martin Laursen    | 26 luglio 1977     |       | Milan             |
| 5  | D    | Niclas Jensen     | 17 agosto 1974     |       | Borussia Dortmund |
| 6  | D    | Thomas Helveg     | 24 giugno 1971     |       | Internazionale    |
| 7  | C    | Thomas Gravesen   | 11 marzo 1976      |       | Everton           |
| 8  | C    | Jesper Grønkjær   | 12 agosto 1977     |       | Chelsea           |
| 9  | A    | Jon Dahl Tomasson | 29 agosto 1976     |       | Milan             |
| 10 | C    | Martin Jørgensen  | 6 ottobre 1975     |       | Udinese           |
| 11 | A    | Ebbe Sand         | 19 luglio 1972     |       | Schalke 04        |
| 12 | C    | Thomas Kahlenberg | 20 marzo 1983      |       | Brøndby           |
| 13 | D    | Per Krøldrup      | 31 luglio 1979     |       | Udinese           |
| 14 | C    | Claus Jensen      | 29 aprile 1977     |       | Charlton          |
| 15 | C    | Daniel Jensen     | 25 giugno 1979     |       | Murcia            |
| 16 | P    | Peter Skov-Jensen | 9 giugno 1971      |       | Midtjylland       |
| 17 | C    | Christian Poulsen | 28 febbraio 1980   |       | Schalke 04        |
| 18 | D    | Brian Priske      | 14 maggio 1977     |       | Genk              |
| 19 | A    | Dennis Rommedahl  | 22 luglio 1978     |       | PSV               |
| 20 | A    | Kenneth Perez     | 29 agosto 1974     |       | AZ Alkmaar        |
| 21 | A    | Peter Madsen      | 26 aprile 1978     |       | Bochum            |
| 22 | P    | Stephan Andersen  | 26 novembre 1981   |       | AB                |
| 23 | A    | Peter Løvenkrands | 29 gennaio 1980    |       | Rangers           |

### Italia
Allenatore:  Giovanni Trapattoni
| N. | Pos. | Giocatore               | Data nascita (età)          | Pres. | Squadra  |
| -- | ---- | ----------------------- | --------------------------- | ----- | -------- |
| 1  | P    | Gianluigi Buffon        | 28 gennaio 1978 (26 anni)   |       | Juventus |
| 2  | D    | Christian Panucci       | 12 aprile 1973 (31 anni)    |       | Roma     |
| 3  | D    | Massimo Oddo            | 14 giugno 1976 (28 anni)    |       | Lazio    |
| 4  | C    | Cristiano Zanetti       | 14 aprile 1977 (27 anni)    |       | Inter    |
| 5  | D    | Fabio Cannavaro         | 13 settembre 1973 (30 anni) |       | Inter    |
| 6  | D    | Matteo Ferrari          | 5 dicembre 1979 (24 anni)   |       | Parma    |
| 7  | A    | Alessandro Del Piero    | 9 novembre 1974 (29 anni)   |       | Juventus |
| 8  | C    | Gennaro Gattuso         | 9 gennaio 1978 (26 anni)    |       | Milan    |
| 9  | A    | Christian Vieri         | 12 luglio 1973 (30 anni)    |       | Inter    |
| 10 | C    | Francesco Totti         | 27 settembre 1976 (27 anni) |       | Roma     |
| 11 | A    | Bernardo Corradi        | 30 marzo 1976 (28 anni)     |       | Lazio    |
| 12 | P    | Francesco Toldo         | 2 dicembre 1971 (32 anni)   |       | Inter    |
| 13 | D    | Alessandro Nesta        | 19 marzo 1976 (28 anni)     |       | Milan    |
| 14 | C    | Stefano Fiore           | 17 aprile 1975 (29 anni)    |       | Lazio    |
| 15 | D    | Giuseppe Favalli        | 8 gennaio 1972 (32 anni)    |       | Lazio    |
| 16 | C    | Mauro Germán Camoranesi | 4 ottobre 1976 (27 anni)    |       | Juventus |
| 17 | A    | Marco Di Vaio           | 15 luglio 1976 (27 anni)    |       | Juventus |
| 18 | A    | Antonio Cassano         | 12 luglio 1982 (21 anni)    |       | Roma     |
| 19 | D    | Gianluca Zambrotta      | 19 febbraio 1977 (27 anni)  |       | Juventus |
| 20 | C    | Simone Perrotta         | 17 settembre 1977 (26 anni) |       | Chievo   |
| 21 | C    | Andrea Pirlo            | 19 maggio 1979 (25 anni)    |       | Milan    |
| 22 | P    | Angelo Peruzzi          | 16 febbraio 1970 (34 anni)  |       | Lazio    |
| 23 | D    | Marco Materazzi         | 19 agosto 1973 (30 anni)    |       | Inter    |

### Svezia
Allenatore:  Tommy Söderberg e  Lars Lagerbäck
| N. | Pos. | Giocatore             | Data nascita (età) | Pres. | Squadra          |
| -- | ---- | --------------------- | ------------------ | ----- | ---------------- |
| 1  | P    | Andreas Isaksson      | 3 ottobre 1981     |       | Djurgården       |
| 2  | D    | Teddy Lučić           | 15 aprile 1973     |       | Bayer Leverkusen |
| 3  | D    | Olof Mellberg         | 3 settembre 1977   |       | Aston Villa      |
| 4  | D    | Johan Mjällby         | 9 febbraio 1971    |       | Celtic           |
| 5  | D    | Erik Edman            | 11 novembre 1978   |       | Heerenveen       |
| 6  | C    | Tobias Linderoth      | 21 aprile 1979     |       | Everton          |
| 7  | C    | Mikael Nilsson        | 24 giugno 1978     |       | Halmstad         |
| 8  | C    | Anders Svensson       | 17 luglio 1976     |       | Southampton      |
| 9  | C    | Fredrik Ljungberg     | 16 aprile 1977     |       | Arsenal          |
| 10 | A    | Zlatan Ibrahimović    | 3 ottobre 1981     |       | Ajax             |
| 11 | A    | Henrik Larsson        | 20 settembre 1971  |       | Celtic           |
| 12 | P    | Magnus Hedman         | 19 marzo 1973      |       | Ancona           |
| 13 | D    | Petter Hansson        | 14 dicembre 1976   |       | Heerenveen       |
| 14 | D    | Alexander Östlund     | 11 febbraio 1978   |       | Hammarby         |
| 15 | D    | Andreas Jakobsson     | 6 ottobre 1972     |       | Brøndby          |
| 16 | C    | Kim Källström         | 24 agosto 1982     |       | Rennes           |
| 17 | C    | Anders Andersson      | 15 marzo 1974      |       | Belenenses       |
| 18 | A    | Mattias Jonson        | 16 gennaio 1974    |       | Brøndby          |
| 19 | C    | Pontus Farnerud       | 4 giugno 1980      |       | Strasburgo       |
| 20 | A    | Marcus Allbäck        | 5 luglio 1973      |       | Aston Villa      |
| 21 | C    | Christian Wilhelmsson | 8 dicembre 1979    |       | Anderlecht       |
| 22 | D    | Erik Wahlstedt        | 16 aprile 1976     |       | Helsingborg      |
| 23 | P    | Magnus Kihlstedt      | 29 febbraio 1972   |       | FC Copenhagen    |

## Gruppo D

### Repubblica Ceca
Allenatore:  Karel Brückner
| N. | Pos. | Giocatore         | Data nascita (età) | Pres. | Squadra                |
| -- | ---- | ----------------- | ------------------ | ----- | ---------------------- |
| 1  | P    | Petr Čech         | 20 maggio 1982     |       | Rennes                 |
| 2  | D    | Zdeněk Grygera    | 14 maggio 1980     |       | Ajax                   |
| 3  | D    | Pavel Mareš       | 18 gennaio 1976    |       | Zenit San Pietroburgo  |
| 4  | C    | Tomáš Galásek     | 15 gennaio 1973    |       | Ajax                   |
| 5  | D    | René Bolf         | 25 febbraio 1974   |       | Banik Ostrava          |
| 6  | D    | Marek Jankulovski | 9 maggio 1977      |       | Udinese                |
| 7  | C    | Vladimír Šmicer   | 24 maggio 1973     |       | Liverpool              |
| 8  | C    | Karel Poborský    | 30 marzo 1972      |       | Sparta Praga           |
| 9  | A    | Jan Koller        | 30 marzo 1973      |       | Borussia Dortmund      |
| 10 | C    | Tomáš Rosický     | 4 ottobre 1980     |       | Borussia Dortmund      |
| 11 | C    | Pavel Nedvěd      | 30 agosto 1972     |       | Juventus               |
| 12 | A    | Vratislav Lokvenc | 27 settembre 1973  |       | Kaiserslautern         |
| 13 | D    | Martin Jiránek    | 25 maggio 1979     |       | Reggina                |
| 14 | C    | Štěpán Vachoušek  | 26 luglio 1979     |       | Olympique de Marseille |
| 15 | A    | Milan Baroš       | 28 ottobre 1981    |       | Liverpool              |
| 16 | P    | Jaromír Blažek    | 29 dicembre 1972   |       | Sparta Praga           |
| 17 | D    | Tomáš Hübschman   | 4 settembre 1981   |       | Sparta Praga           |
| 18 | A    | Marek Heinz       | 4 agosto 1977      |       | Banik Ostrava          |
| 19 | C    | Roman Týce        | 7 maggio 1977      |       | Monaco 1860            |
| 20 | C    | Jaroslav Plašil   | 5 gennaio 1982     |       | Monaco                 |
| 21 | D    | Tomáš Ujfaluši    | 24 marzo 1978      |       | Amburgo                |
| 22 | D    | David Rozehnal    | 5 luglio 1980      |       | Club Bruges            |
| 23 | P    | Antonín Kinský    | 31 maggio 1975     |       | Saturn Ramenskoe       |

### Germania
Allenatore:  Rudi Völler
| N. | Pos. | Giocatore              | Data nascita (età) | Pres. | Squadra           |
| -- | ---- | ---------------------- | ------------------ | ----- | ----------------- |
| 1  | P    | Oliver Kahn            | 15 giugno 1969     |       | Bayern Monaco     |
| 2  | D    | Andreas Hinkel         | 26 marzo 1982      |       | Stoccarda         |
| 3  | D    | Arne Friedrich         | 29 maggio 1979     |       | Hertha Berlino    |
| 4  | D    | Christian Wörns        | 10 maggio 1972     |       | Borussia Dortmund |
| 5  | D    | Jens Nowotny           | 11 gennaio 1974    |       | Bayer Leverkusen  |
| 6  | D    | Frank Baumann          | 29 ottobre 1975    |       | Werder Brema      |
| 7  | C    | Bastian Schweinsteiger | 1º agosto 1984     |       | Bayern Monaco     |
| 8  | C    | Dietmar Hamann         | 27 agosto 1973     |       | Liverpool         |
| 9  | A    | Fredi Bobic            | 30 ottobre 1971    |       | Hertha Berlino    |
| 10 | A    | Kevin Kurányi          | 2 marzo 1982       |       | Stoccarda         |
| 11 | A    | Miroslav Klose         | 9 giugno 1978      |       | Kaiserslautern    |
| 12 | P    | Jens Lehmann           | 10 novembre 1969   |       | Arsenal           |
| 13 | C    | Michael Ballack        | 26 settembre 1976  |       | Bayern Monaco     |
| 14 | A    | Thomas Brdarić         | 23 gennaio 1975    |       | Hannover 96       |
| 15 | C    | Sebastian Kehl         | 13 febbraio 1980   |       | Borussia Dortmund |
| 16 | C    | Jens Jeremies          | 5 marzo 1974       |       | Bayern Monaco     |
| 17 | D    | Christian Ziege        | 1º febbraio 1972   |       | Tottenham         |
| 18 | C    | Fabian Ernst           | 30 maggio 1979     |       | Werder Brema      |
| 19 | C    | Bernd Schneider        | 17 novembre 1973   |       | Bayer Leverkusen  |
| 20 | A    | Lukas Podolski         | 4 giugno 1985      |       | Colonia           |
| 21 | D    | Philipp Lahm           | 11 novembre 1983   |       | Stoccarda         |
| 22 | C    | Torsten Frings         | 22 novembre 1976   |       | Borussia Dortmund |
| 23 | P    | Timo Hildebrand        | 5 aprile 1979      |       | Stoccarda         |

### Lettonia
Allenatore:  Aleksandrs Starkovs
| N. | Pos. | Giocatore            | Data nascita (età) | Pres. | Squadra               |
| -- | ---- | -------------------- | ------------------ | ----- | --------------------- |
| 1  | P    | Aleksandrs Koliņko   | 18 giugno 1975     |       | Rostov                |
| 2  | D    | Igors Stepanovs      | 21 gennaio 1976    |       | Beveren               |
| 3  | C    | Vitālijs Astafjevs   | 3 aprile 1971      |       | Admira Wacker Mödling |
| 4  | D    | Mihails Zemļinskis   | 21 dicembre 1969   |       | Skonto                |
| 5  | C    | Juris Laizāns        | 6 gennaio 1979     |       | CSKA Mosca            |
| 6  | D    | Oļegs Blagonadeždins | 16 maggio 1973     |       | Skonto                |
| 7  | D    | Aleksandrs Isakovs   | 16 settembre 1973  |       | Skonto                |
| 8  | C    | Imants Bleidelis     | 16 agosto 1975     |       | Viborg                |
| 9  | A    | Māris Verpakovskis   | 15 ottobre 1979    |       | Dinamo Kiev           |
| 10 | C    | Andrejs Rubins       | 26 novembre 1978   |       | Shinnik Yaroslavl     |
| 11 | A    | Andrejs Prohorenkovs | 5 febbraio 1977    |       | Maccabi Tel-Aviv      |
| 12 | P    | Andrejs Piedels      | 17 settembre 1970  |       | Skonto                |
| 13 | C    | Jurģis Pučinsks      | 1º marzo 1973      |       | Luch-Energia          |
| 14 | C    | Valentīns Lobaņovs   | 23 ottobre 1971    |       | Metalurh Zaporizhzhya |
| 15 | D    | Māris Smirnovs       | 2 giugno 1976      |       | Ventspils             |
| 16 | D    | Dzintars Zirnis      | 25 aprile 1977     |       | Metalurgs Liepajas    |
| 17 | A    | Marians Pahars       | 5 agosto 1976      |       | Southampton           |
| 18 | D    | Igors Korabļovs      | 23 novembre 1974   |       | Ventspils             |
| 19 | C    | Andrejs Štolcers     | 7 agosto 1974      |       | Fulham                |
| 20 | P    | Andrejs Pavlovs      | 22 febbraio 1979   |       | Skonto                |
| 21 | A    | Mihails Miholaps     | 24 agosto 1974     |       | Skonto                |
| 22 | D    | Artūrs Zakreševskis  | 7 agosto 1971      |       | Skonto                |
| 23 | A    | Vīts Rimkus          | 21 giugno 1973     |       | Ventspils             |

### Paesi Bassi
Allenatore:  Dick Advocaat
| N. | Pos. | Giocatore                | Data nascita (età) | Pres. | Squadra         |
| -- | ---- | ------------------------ | ------------------ | ----- | --------------- |
| 1  | P    | Edwin van der Sar        | 29 ottobre 1970    | 82    | Fulham          |
| 2  | D    | Michael Reiziger         | 3 maggio 1973      | 66    | Barcellona      |
| 3  | D    | Jaap Stam                | 17 luglio 1972     | 60    | Lazio           |
| 4  | D    | Wilfred Bouma            | 15 giugno 1978     | 10    | PSV             |
| 5  | D    | Giovanni van Bronckhorst | 5 febbraio 1975    | 34    | Barcellona      |
| 6  | C    | Phillip Cocu             | 29 ottobre 1970    | 77    | Barcellona      |
| 7  | C    | Andy van der Meyde       | 30 settembre 1979  | 11    | Internazionale  |
| 8  | C    | Edgar Davids             | 13 marzo 1973      | 61    | Barcellona      |
| 9  | A    | Patrick Kluivert         | 1º luglio 1976     | 77    | Barcellona      |
| 10 | A    | Ruud van Nistelrooij     | 1º luglio 1976     | 31    | Manchester Utd  |
| 11 | C    | Rafael van der Vaart     | 11 febbraio 1983   | 16    | Ajax            |
| 12 | A    | Roy Makaay               | 9 settembre 1975   | 30    | Bayern Monaco   |
| 13 | P    | Sander Westerveld        | 23 ottobre 1974    | 6     | Real Sociedad   |
| 14 | C    | Wesley Sneijder          | 9 giugno 1984      | 7     | Ajax            |
| 15 | D    | Frank de Boer            | 15 maggio 1970     | 109   | Rangers         |
| 16 | A    | Marc Overmars            | 29 marzo 1973      | 82    | Barcellona      |
| 17 | A    | Pierre van Hooijdonk     | 29 novembre 1969   | 38    | Fenerbahçe      |
| 18 | D    | Johnny Heitinga          | 15 novembre 1983   | 4     | Ajax            |
| 19 | A    | Arjen Robben             | 23 gennaio 1984    | 4     | PSV             |
| 20 | C    | Clarence Seedorf         | 1º aprile 1976     | 71    | Milan           |
| 21 | C    | Paul Bosvelt             | 26 marzo 1970      | 21    | Manchester City |
| 22 | C    | Boudewijn Zenden         | 15 agosto 1976     | 51    | Middlesbrough   |
| 23 | P    | Ronald Waterreus         | 25 agosto 1970     | 6     | PSV             |